# Rocky Moran Jr.
William James "Rocky" Moran Jr. (Irvine, Californië, 11 januari 1980) is een Amerikaans autocoureur. Hij is de zoon van eveneens autocoureur Rocky Moran.

## Carrière
Tussen 1990 en 1994 nam Moran deel aan het karting. In 1994 stapte hij over naar de auto's via de Skip Barber Racing School. In 1996 maakte hij zijn professionele racedebuut in de Barber Dodge Pro Series, waarin hij als tiende in het kampioenschap eindigde. In 1997 verbeterde hij zichzelf naar de zesde plaats, maar viel terug naar plaats 11 in 1998. In 1998 maakte hij ook zijn debuut in de Toyota Atlantic en nam deel aan zowel dit kampioenschap als de Barber Dodge Pro Series in 1999.
In 2000 stapte Moran fulltime over naar de Toyota Atlantic en eindigde voor P-1 Racing als vijfde met 115 punten, waaronder zijn eerste podiumplaats op de Homestead-Miami Speedway.
In 2001 reed Moran oorspronkelijk voor Condor Motorsports in de Toyota Atlantic, maar stapte halverwege het seizoen over naar Cobb Racing. Op Laguna Seca behaalde hij zijn eerste overwinning en eindigde als achtste in het kampioenschap met 64 punten.
In 2002 keerde Moran terug in de Toyota Atlantic, waarbij hij voor Sigma Autosport uitkwam. Hij eindigde als vijfde in het kampioenschap met 117 punten, waaronder een overwinning op het Circuit Gilles Villeneuve en twee andere podiumplaatsen.
In 2003 nam Moran niet deel aan professionele races, maar in 2004 keerde hij terug in de Toyota Atlantic, waarin hij vijf races reed voor Polestar Motor Racing.
In 2005 reed Moran drie races in de Busch North Series en één race in de Toyota Atlantic. Tevens reed hij dat jaar in de Freedom 100 op de Indianapolis Motor Speedway in de Infiniti Pro Series, waarin hij na vier ronden uitviel vanwege problemen met zijn versnellingsbak.
In 2006 reed Moran drie races in de Rolex Sports Car Series. Daarnaast reed hij ook verschillende races in de Busch North Series tussen 2006 en 2009.
In 2011 was Moran een fabriekscoureur voor Jaguar in de American Le Mans Series voor het team RSR Racing in vijf van de negen ronden van het kampioenschap. Zijn auto werd echter geplaagd door mechanische problemen en eindigde nooit hoger dan een twintigste plaats.
In de herfst van 2014 reed Moran in zijn eerste IndyCar Series-test voor het team Schmidt Peterson Motorsports op de Homestead-Miami Speedway. Kort voor de race op het Stratencircuit Long Beach werd bekend dat hij in zou stappen bij Dale Coyne Racing, waar hij Carlos Huertas zou vervangen. Tijdens de vrije trainingen op vrijdag brak hij echter zijn duim toen hij de muur raakte, waarop hij voor de rest van het raceweekend werd vervangen door Conor Daly.